# Arthur Osann

Arthur Osann als Student, 1881/1882; Fotografie Carl Backofen

Arthur Osann junior (* 27. Oktober 1862 in Darmstadt; † 23. Oktober 1924 ebenda) war ein deutscher Jurist und als Politiker (NLP, DVP) Mitglied des Reichstags, der Zweiten Kammer der Landstände des Großherzogtums Hessen sowie des Landtags des Volksstaats Hessen.

## Eltern
Die Eltern von Arthur Osann waren Arthur Osann senior und Anna geb. Backofen, Tochter des Fotografen Franz Backofen. Arthur Osann sen. war ebenfalls promovierter Jurist und wirkte als Hofgerichtsadvokat in Darmstadt und Reichstagsabgeordneter (1890 bis 1898). Sein Großvater, der Altphilologe Friedrich Gotthilf Osann (1794–1858) war ein Jugendfreund des Philosophen Arthur Schopenhauer. Die Darmstädter Osannstraße ist nach Arthur Osann senior benannt.

## Leben
Nach einem Studium der Rechtswissenschaften an den Universitäten in Straßburg, Leipzig, Bonn, Göttingen und Gießen promovierte Arthur Osnann 1885 an der Universität Gießen zum Dr. iur. und arbeitete später als Rechtsanwalt.
Von 1907 bis 1912 war er Mitglied des Reichstages. 1906 bis 1918 gehörte er als Vertreter des Wahlbezirks der Stadt Darmstadt bzw. ab 1911 Starkenburg 19 der II. Kammer der Landstände des Großherzogtums Hessen an.
Als es im Zuge der Novemberrevolution am 8. November 1918 auch in Darmstadt zu einer Revolte und zur Bildung eines Arbeiter- und Soldatenrates kam, wurde Arthur Osann als Vertreter der Nationalliberalen Partei durch Großherzog Ernst Ludwig in den Staatsrat berufen. Dort unterstützte er den Großherzog gegen die Forderung nach Abdankung, konnte aber die folgende Absetzung des Großherzogs und die Gründung der Republik nicht verhindern. Dem Wunsch Carl Ulrichs nach Beitritt in die Übergangsregierung folgte er nicht, sondern wählte die Oppositionsrolle.
Nach dem Ersten Weltkrieg wurde er 1919 und 1921 in den Landtag des Volksstaates Hessen gewählt.
Am 27. Juni 1922 kam es anlässlich von Demonstrationen nach der Ermordung Walther Rathenaus bei Ausschreitungen in Darmstadt zu Angriffen gegen Osann und Plünderungen, die im Reichstag behandelt wurden.